# Principauté de Marlborough
La Principauté de Marlborough est une micronation éphémère en 1993 située près de Clarke Creek, à 200 km de Rockhampton (Queensland), en Australie.

## Histoire
La micronation est créée lorsque George Muirhead, un agriculteur, voit la possibilité d'être dépossédé de ses domaines - Kierawonga & Indicus - par la Commonwealth Bank et conteste la légalité des lettres de change devant la Cour suprême du Queensland (en).
Lorsqu'il perd son procès, Muirhead retourne chez lui, s'en référant au droit naturel. Avec sa femme Stephanie et trente personnes qui le soutiennent, il déclare l'indépendance de sa propriété, la banque et la justice du Queensland n'ont plus d'autorité.
Onze jours après la proclamation d'indépendance, à cinq heures du matin, cent-vingt policiers entrent dans la propriété et expulsent les Muirhead. Les médias couvrent l'affaire, Muirhead déclare être la victime d'une société sans cœur. Les Muirheads adoptent le drapeau australien, le drapeau écossais, le drapeau aborigène australien et le drapeau des Nations unies comme symbole de leur principauté lors de la sécession.
Lors du week-end pour l'anniversaire de la Reine en 1993, quelques hommes vêtus de tenues d'un surplus militaire tentent d'entrer de force dans le Parliament House de Canberra. Lorsqu'ils sont confrontés à des agents de sécurité, le groupe revendique d'être l'« Armée de libération de Marlborough ». C'est en fait une blague d'étudiants.
En 2004, les Muirhead cessent leur revendication d'indépendance.

## Drapeaux
Les Muirhead adoptèrent les drapeaux australien, écossais, aborigène et celui des Nations-Unies comme symboles de leur Principauté.

Drapeau australien
La bannière royale d'Écosse
Le drapeau des Aborigènes d'Australie
Le drapeau des Nations-Unies